# Programme de formation de cadets de l'aviation américaine
Aviation Cadet Training Program (USN)
L'US Navy avait quatre programmes de formations de cadets (NavCad, NAP, AVMIDN et MarCad) pour la formation des aviateurs navals.

## Les programmes

### Naval Aviation Cadet Program (NavCad) (1935–1968)
Le 15 avril 1935, le Congrès a adopté la loi sur les cadets de l'aéronavale (Naval Aviation Cadet Act). Celle-ci met en place le programme des cadets volontaires de l'aéronavale de la classe V-5 de la réserve navale (NavCad) pour envoyer des candidats civils et enrôlés s'entraîner comme cadets de l'aviation. Les candidats devaient être âgés de 19 à 25 ans, être titulaires d'un diplôme d'associé ou avoir suivi au moins deux années d'études universitaires, et devaient obtenir une licence dans les six ans suivant l'obtention de leur diplôme pour conserver leur commission. La formation était de 18 mois et les candidats devaient accepter de ne pas se marier pendant la formation et de servir pendant au moins trois années supplémentaires de service actif.

### Naval Aviator Program (NAP) (1911–1917; 1917–1955; 1955–présent)
En 1908, à Fort Myer, en Virginie, une démonstration d'un des premiers appareils « plus lourds que l'air » a été réalisée par deux inventeurs, Orville et Wilbur Wright. Deux officiers de la marine observant la démonstration ont été inspirés de pousser la marine à acquérir leurs propres avions. En mai 1911, la marine a acheté son premier avion. De 1911 à 1914, elle a reçu des leçons de vol gratuites du pionnier de l'aviation Glenn Curtiss à North Island, San Diego, en Californie.
En 1911, la marine a commencé à former ses premiers pilotes au tout nouveau camp d'aviation d'Annapolis, dans le Maryland. En 1914, elle a ouvert la station aéronavale de Pensacola, en Floride, surnommée « Annapolis of the air », pour former ses premiers aviateurs navals. Les candidats devaient avoir servi au moins deux ans en mer et la formation était de douze mois. En 1917, le programme de la marine est intégré au programme d'entraînement des officiers d'aviation.

### Autres pays
- Élève-officier pilote de l'aéronautique navale (France)